# Calochortus bruneaunis
Calochortus bruneaunis är en liljeväxtart som beskrevs av Aven Nelson och James Francis Macbride. Calochortus bruneaunis ingår i släktet Calochortus och familjen liljeväxter. Inga underarter finns listade.

## Bildgalleri

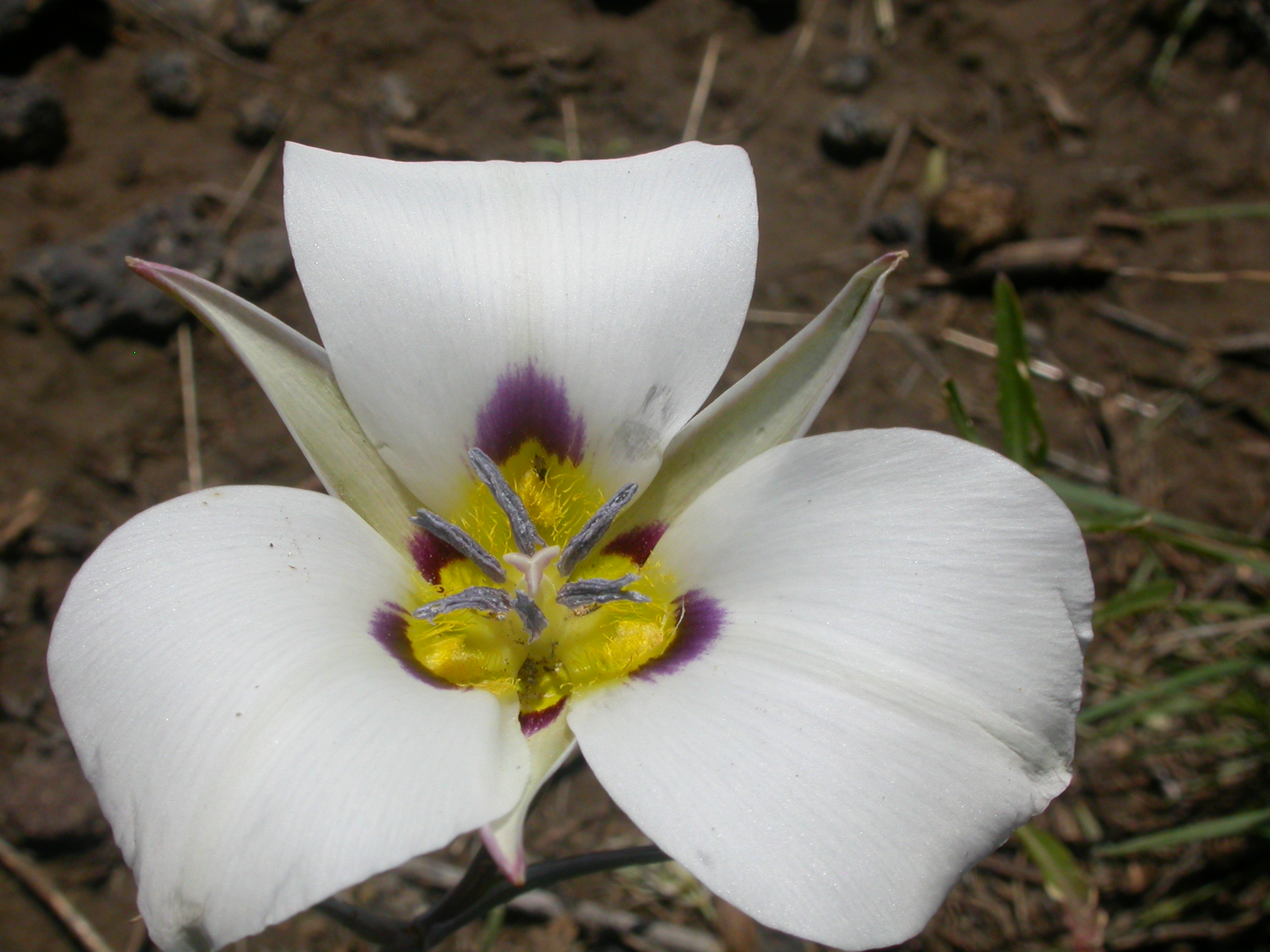
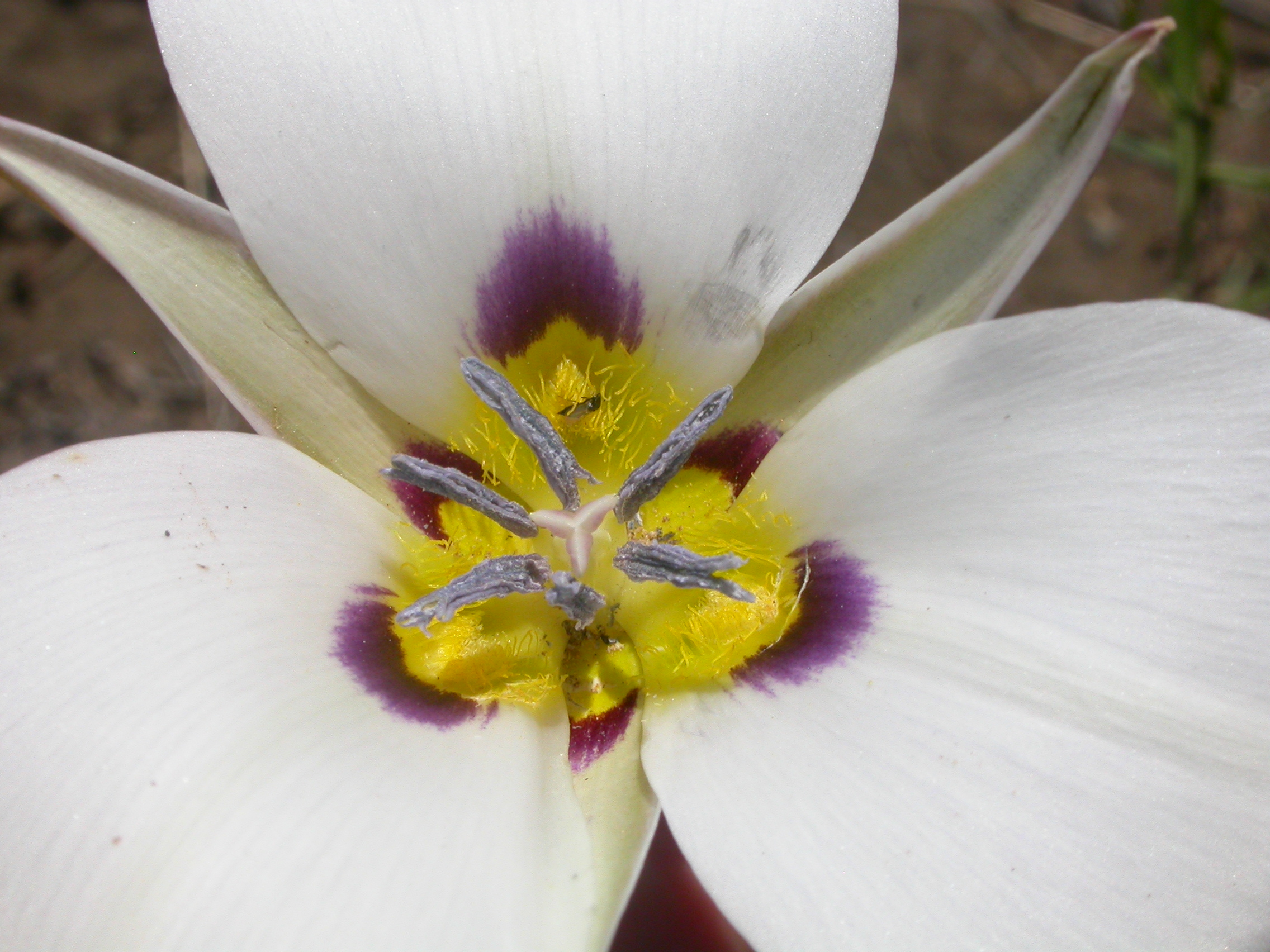
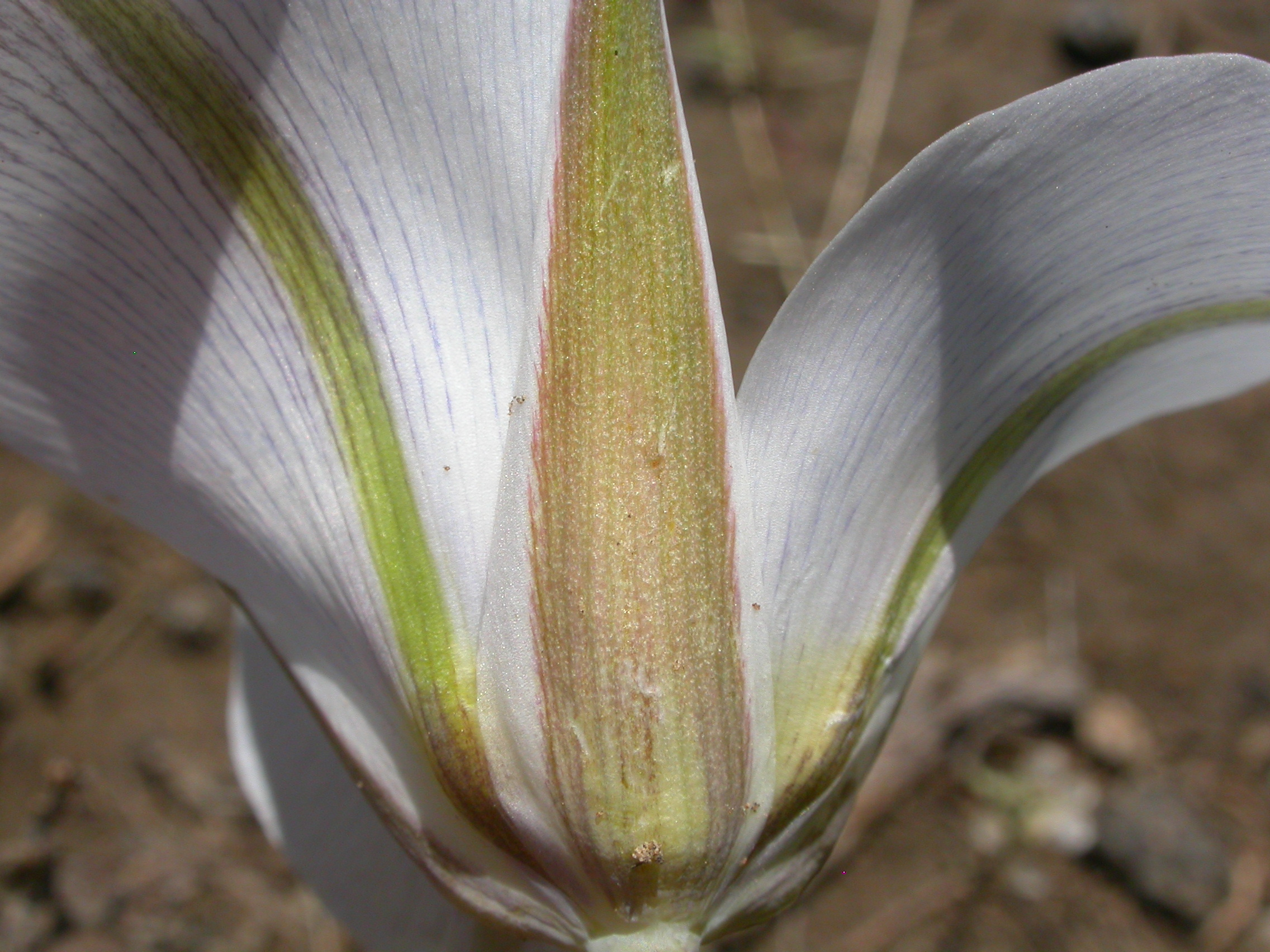
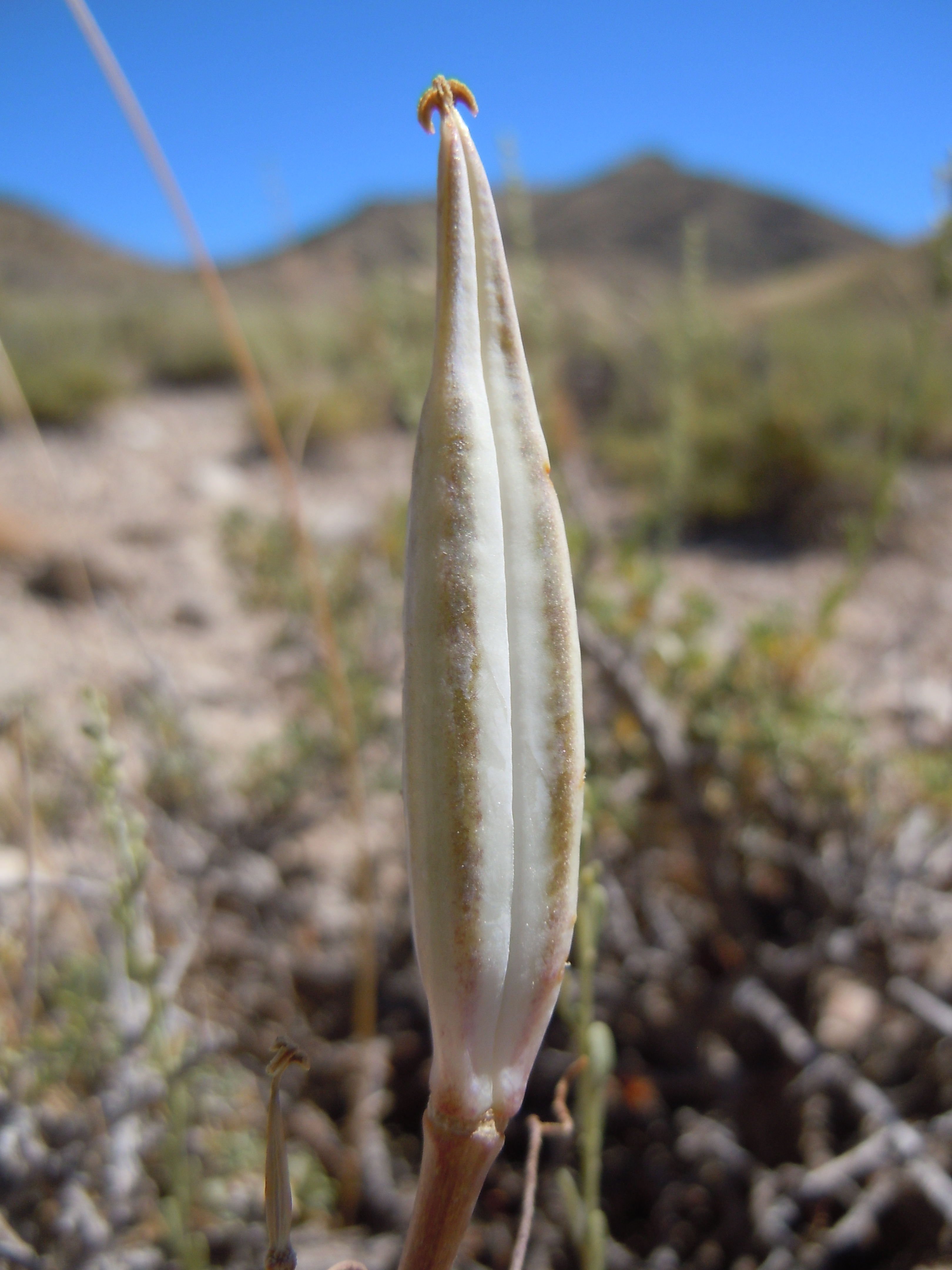